# Eduard Beit von Speyer
Eduard Beit, seit 1910 Eduard Beit von Speyer, (geboren 22. September 1860 in Hamburg; gestorben 8. März 1933 in Frankfurt am Main) war ein deutsch-jüdischer Bankier, preußischer Kommerzienrat und Inhaber des Frankfurter Bankhauses Lazard Speyer-Ellissen.

## Leben
Eduard Beit stammte aus einer bekannten Hamburger Familie sephardischen Ursprungs. Sein Vater war der Chemiker und Mediziner Ferdinand Beit. Seine Mutter war Johanna Beit geborene Ladenburg, Tochter des einflussreichen Mannheimer Bankiers Seligmann Ladenburg.
Sein älterer Bruder war der spätere Hamburger Bürgerschaftsabgeordnete Ferdinand Beit Junior. 
Nach einer kaufmännischen Ausbildung in Hamburg, London, Paris, New York wurde er 1892 Prokurist des Frankfurter Bankhauses Lazard Speyer-Ellissen. Er heiratete Hanna Louise genannt Lucie Speyer aus der Unternehmerfamilie Speyer. Sie war eine Schwester von James Speyer und Sir Edgar Speyer. 1896 wurde er Teilhaber und 1902 nach dem Tod Georg Speyers Inhaber von Lazard Speyer-Ellissen, während seine beiden Schwäger die Bankhäuser Speyer & Co. in New York und Speyer Brothers in London führten. Beit und seine Frau wohnten in der Forsthausstraße 70, der heutigen Villa Kennedy, die 1901 für sie vom Architekten Alfred Günther erbaut wurde.
Beit gehörte dem Aufsichtsrat der Frankfurter Bank, der Metallgesellschaft und anderer Frankfurter Unternehmen an. Eduard Beit wurde am 23. März 1910 mit dem Prädikat „von Speyer“ in den erblichen preußischen Adelsstand erhoben, um den Fortbestand des Familiennamens „Speyer“ in Frankfurt am Main zu sichern.
Er führte die von Georg und Franziska Speyer begründeten philanthropischen Werke fort und war unter anderem Aufsichtsratsvorsitzender der Aktienbaugesellschaft für kleine Wohnungen und Mitbegründer der Centrale für private Fürsorge, des Vereins Winternot und der Frankfurter Künstlerhilfe. Als Vorstandsmitglied der Georg und Franziska Speyer’schen Studienstiftung gehörte er zu den Förderern der Senckenbergischen Naturforschenden Gesellschaft. 
Er und seine Frau stifteten 1911, mit Urkunde vom 18. September 1912, 1.250.000 Mark für die Gründung der Universität Frankfurt. Nach dem Tod seiner Frau spendete er 1919 weitere 250.000 Goldmark.
Er war Mitglied im Großen Rat der Universität und wurde 1922 zu deren Ehrenbürger ernannt. 1930 erhielt er die Ehrenplakette der Stadt Frankfurt am Main verliehen.